# Capendu
 Capendu  es una población y comuna francesa, en la región de Languedoc-Rosellón, departamento de Aude, en el distrito de Carcasona. Es el chef-lieu del cantón de Capendu, aunque Trèbes la supera en población.

## Demografía
| 1407 | 1413 | 1160 | 1198 | 1291 | 1380 |
| Para los censos de 1962 a 1999 la población legal corresponde a la población sin duplicidades (Fuente: INSEE [Consultar]) |      |      |      |      |      |

## Personas vinculadas
- Georges Guille, político.